# Autodesk Softimage
Autodesk Softimage är en mjukvara med vars hjälp det är möjligt att skapa 3D-miljöer och animationer. Rättigheterna till mjukvaran följde med vid ett köp av företaget Softimage som numera ägs av Autodesk.